# 住宅扶助

生活保護受給者人口（単位：千人）。青は総数。橙は生活扶助、緑は住居扶助、赤は医療扶助、紫は介護扶助、茶は教育扶助、桃色はその他。

住宅扶助（じゅうたくふじょ）とは、生活保護制度で定められている生活保護の8種類のうちの一つである。被保護者の住宅費を給付する扶助であり、困窮のために最低限度の生活を維持することのできない者に対して、家賃等の住宅維持費を給付するものである。家賃・間代等と住宅維持費に分けられる。

## 家賃・間代等
生活保護制度の受給が決定した対象者が居宅するために必要な敷金・礼金等の入居前の準備金は元より、家賃・間代・地代等の支払い、更に更新時の費用が生じた際、行われる扶助である。その基準は級地制度で定められた各地方自治体毎の比率を上限として原則として金銭をもって支給される。
被保護世帯のうち、家賃等が支給される借家・借間世帯は84.5%（2011年）となっている。その他の世帯は持ち家、入院、入所などの理由で家賃・間代の支給を受けていない。
地域により基準額が定められており、最大基準額＝（基準額の1.3倍）まで扶助される。2015年、生活保護制度見直しにより基準額が初めて引き下げとなった。

## 住宅維持費
居住する家屋の改修や補修、その他住宅を維持する必要があるときに支給される扶助である。